# George Van Cleaf
George W. Van Cleaf (New York, 8 ottobre 1879 – Brooklyn, 6 gennaio 1905) è stato un pallanuotista e nuotatore statunitense.

## Carriera
Partecipò alle gare di nuoto e di pallanuoto della III Olimpiade di St. Louis del 1904 e vinse una medaglia d'oro.
Vinse con il New York Athletic Club il torneo di pallanuoto, battendo in finale i Chicago Athletic Association per 6-0. Sempre con il New York Athletic Club, prese parte anche alla gara della staffetta 4x50 iarde stile libero, dove arrivò in finale, arrivando quarto.

## Palmarès

### Pallanuoto
- Oro ai Giochi olimpici di Saint Louis 1904